# Mas Puig Rafegut
El Mas Puig Rafegut és una masia d'Olost (Osona) inclosa a l'Inventari del Patrimoni Arquitectònic de Catalunya.

## Descripció
Edifici de planta rectangular orientat a migdia, teulada a dos vessants amb el carener perpendicular a la façana principal, més estreta que les laterals. La façana principal es compon de dues arcades rebaixades, de pedra treballada, a cada planta. Les arcades inferiors formen un petit porxo que dona entrada a la casa mitjançant un portal adovellat.
A la primera planta hi ha una galeria i al pilar que sosté les dues arcades hi trobem un rellotge de sol. La majoria de finestres tenen un dintell monolític.
Al davant de la façana principal hi ha una gran era encerclada per un emmurallat fet de pedra.
La masia ha estat molt reformada i ampliada en diferents dates que van del 1631 al 1808. Actualemtn ha estat molt ben restaurada.

## Història
La llista d'hereus d'aquesta masia, començà el segle xiii.